# AIA생명

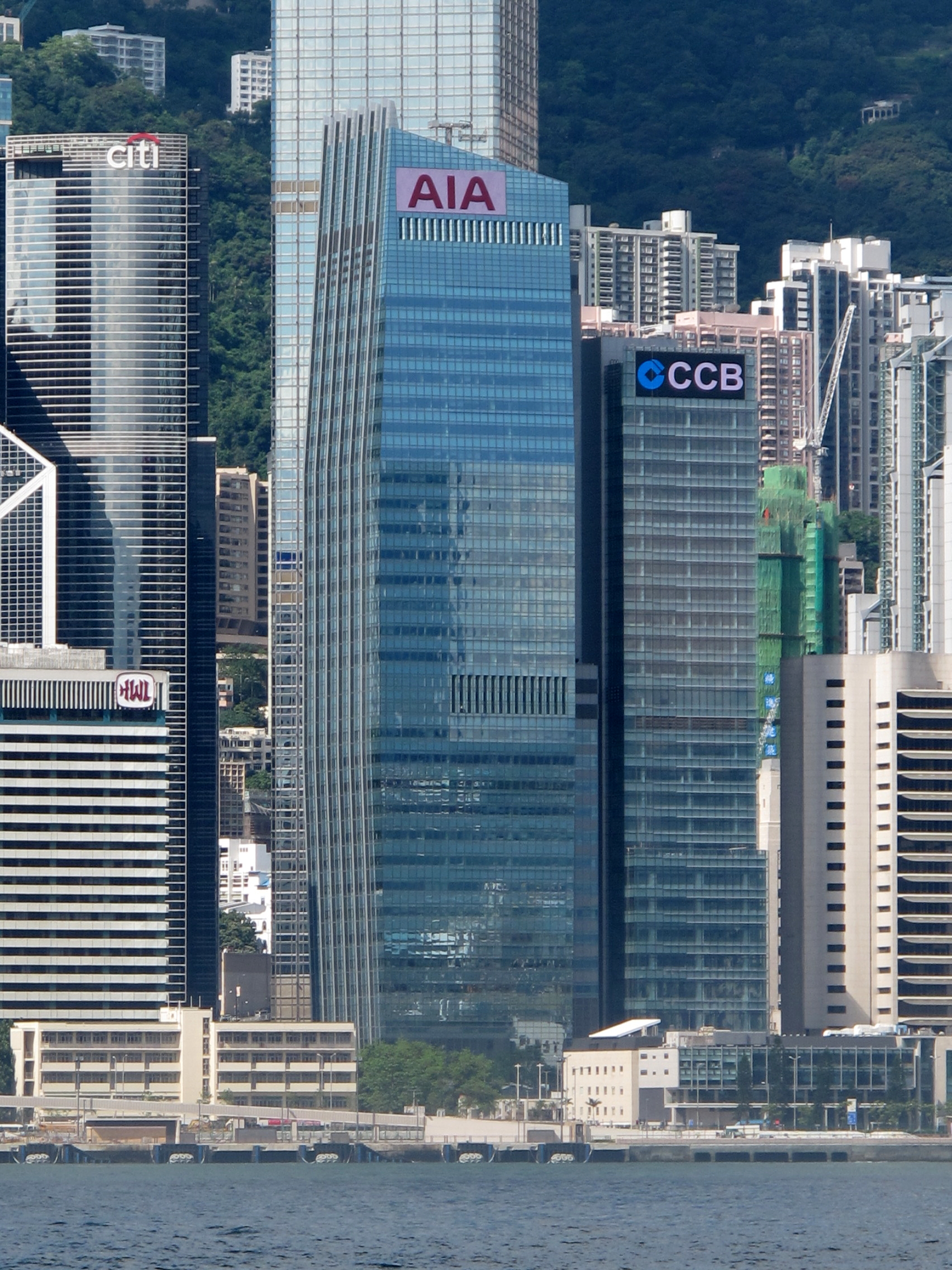
홍콩 AIA타워(734-738 King's Rd, Tsat Tsz Mui, 홍콩)

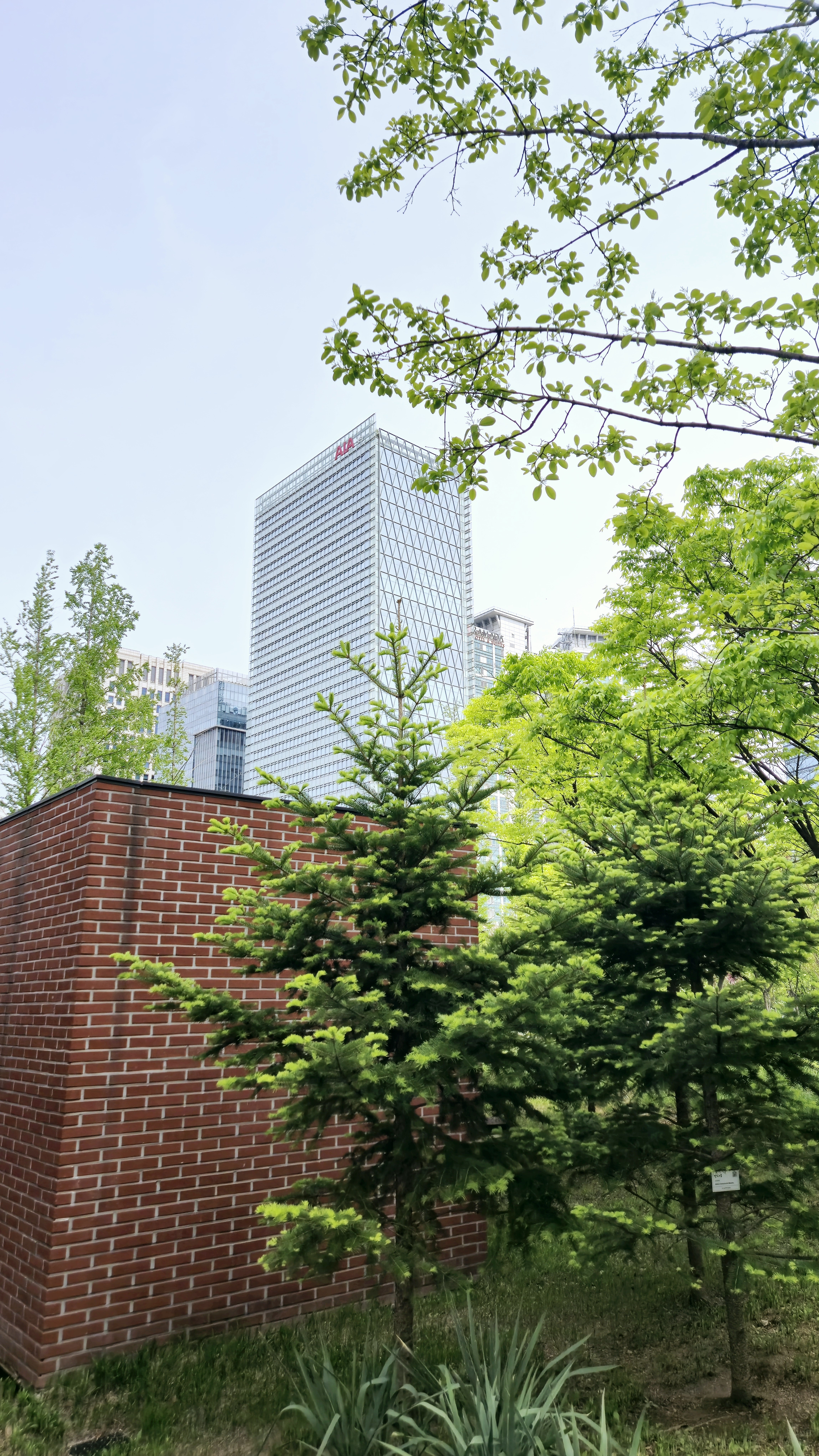
대한민국 AIA타워(서울특별시 중구 통일로2길 16)

AIA생명(홍콩: 1299)은 홍콩의 다국적 생명보험 기업이다. 1987년 대한민국에 첫 진출한 뒤로 프리미어 에이전시(대면), 다이렉트, 방카슈랑스, 하이브리드, 기업보험, GA 등 다양한 판매채널을 통해 폭넓은 영업을 펼쳐 왔다. 2000년 이후 AIG생명으로 영업해오다 2009년 AIA생명으로 사명을 변경했다.

## 같이 보기
- 손범수 데이비드 베컴 손흥민